# Marijan Čabraja
Marijan Čabraja (ur. 25 lutego 1997 w Puli) – chorwacki piłkarz, grający na pozycji lewego obrońcy. Były młodzieżowy reprezentant kraju.

## Klub

### Początki
Zaczynał karierę w NK Jardan Poreč, gdzie grał do 2010 roku. Wtedy dołączył do Dinama Zagrzeb.

### Dinamo Zagrzeb II
W 2016 roku został przesunięty z drużyn juniorskich do rezerw Dinama. W nich zadebiutował nieco wcześniej, bo 7 października 2015 w meczu przeciwko NK Sevsete (1:0 dla rywali Dinama). Čabraja zagrał całe spotkanie. Łącznie w tym zespole rozegrał 56 spotkań.

### HNK Gorica
1 sierpnia 2018 roku został zawodnikiem HNK Gorica. W tym zespole zadebiutował 11 sierpnia 2018 roku w meczu przeciwko Interowi Zaprešić (2:3 dla rywali HNK). Wszedł na boisko w 64. minucie, zastępując Kristijana Lovricia. Pierwszą bramkę strzelił 14 grudnia 2018 roku w meczu przeciwko NK Lokomotiva (2:2). Do siatki trafił w 43. minucie. Pierwszą asystę zaliczył 3 lutego 2019 roku w meczu przeciwko HNK Rijeka (1:3 dla Goricy). Asystował przy golu Łukasza Zwolińskiego w 30. minucie. Łącznie zagrał 76 spotkań, strzelił 3 bramki i miał 8 asyst.

### Dinamo Zagrzeb
1 lutego 2021 roku wrócił za 1,6 mln euro do Dinama Zagrzeb. W tym zespole zadebiutował 7 lutego 2021 roku w meczu przeciwko NK Istra 1961 (0:1 dla Dinama). Na boisku spędził 69 minut. Łącznie zagrał 8 spotkań. Z klubem z Zagrzebia zdobył mistrzostwo i puchar Chorwacji.

### Ferencvárosi TC
29 lipca 2022 roku został zawodnikiem Ferencvárosi TC, do którego przeniósł się na zasadzie wypożyczenia. W węgierskim klubie zadebiutował 16 października w meczu przeciwko Zalaegerszegi TE FC (1:2 dla rywali zespołu Čabraji). Zagrał całą drugą połowę. Pierwszą asystę zaliczył 7 listopada 2021 roku w meczu przeciwko Kisvárda FC (0:4 dla Ferencvárosi). Asystował przy golu Stjepana Lončara w 27. minucie. Łącznie zagrał 7 meczów i miał asystę.

### Olimpija Lublana
15 lutego 2022 został wypożyczony do Olimpiji Lublana. W Słowenii zadebiutował 20 lutego 2022 w meczu przeciwko MND Tabor Sežana (1:2 dla stołecznego klubu). Na boisku spędził całą drugą połowę. Pierwszą asystę zaliczył 6 marca 2022 roku w meczu przeciwko NK Aluminij (6:0 dal Olimpiji). Asystował przy golu Marina Pilja w 61. minucie. Łącznie zagrał 12 spotkań, w których zaliczył jedną asystę.

### Hibernian F.C.
14 lipca 2022 roku przeniósł się do Hibernian F.C.

## Reprezentacja
Zagrał 3 mecze w reprezentacji U-19
Taki sam bilans miał w kadrze U-21.